# Anton Mitrjuškin
Anton Vladimirovič Mitrjuškin (in russo Антон Владимирович Митрюшкин?, angl. Anton Vladimirovich Mitryushkin; Krasnojarsk, 8 febbraio 1996) è un calciatore russo, portiere della Lokomotiv Mosca.

## Biografia
Il padre, Vladimir, era un giocatore di hockey su ghiaccio nell'Enisej, club di Krasnojarsk.

## Caratteristiche tecniche
Ha uno stile di parata tradizionale, non acrobatico, ottimi riflessi ed è bravo anche con i piedi.

## Carriera

### Club
Assoluto protagonista del successo russo nell'edizione 2013 dei campionati Under-17, giocato da capitano, è votato come miglior calciatore del torneo alla fine della competizione: durante la finale giocata contro l'Italia (0-0, 5-4 ai rigori) para tutto il possibile durante i tempi regolamentari e ai calci di rigore, riesce a neutralizzare 3 tiri dagli undici metri. Prova a ripetersi con l'Under-19 ma in finale la Spagna Under-19 supera i russi 2-0.

### Nazionale
Ha giocato nelle nazionali giovanili russe Under-16, Under-17, Under-19 ed Under-21.

## Palmarès

### Club
- Pervaja Liga: 1

Chimki: 2023-2024

### Individuale
- Miglior giocatore degli Europei Under-17: 1

Slovacchia 2013

### Nazionale
- Campionato europeo di calcio Under-17: 1

Slovacchia 2013